# Glenea detritoides
Glenea detritoides là một loài bọ cánh cứng trong họ Cerambycidae.